# Kavastu (Luunja)
Kavastu is een plaats in de Estlandse gemeente Luunja, provincie Tartumaa. De plaats telt 254 inwoners (2021) en heeft de status van dorp (Estisch: küla).
Kavastu ligt aan de rivier Emajõgi.

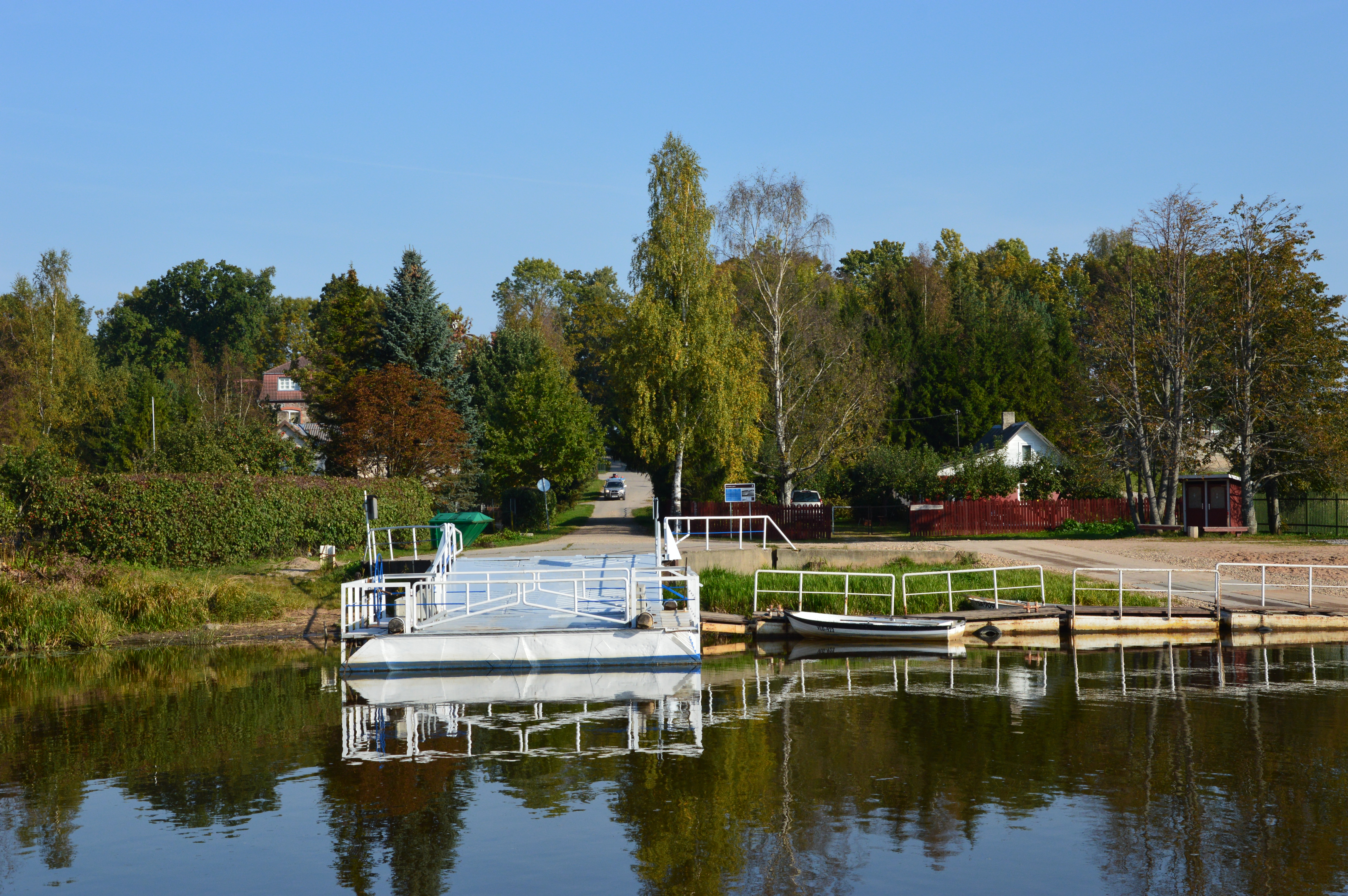
De rivier Emajõgi bij Kavastu
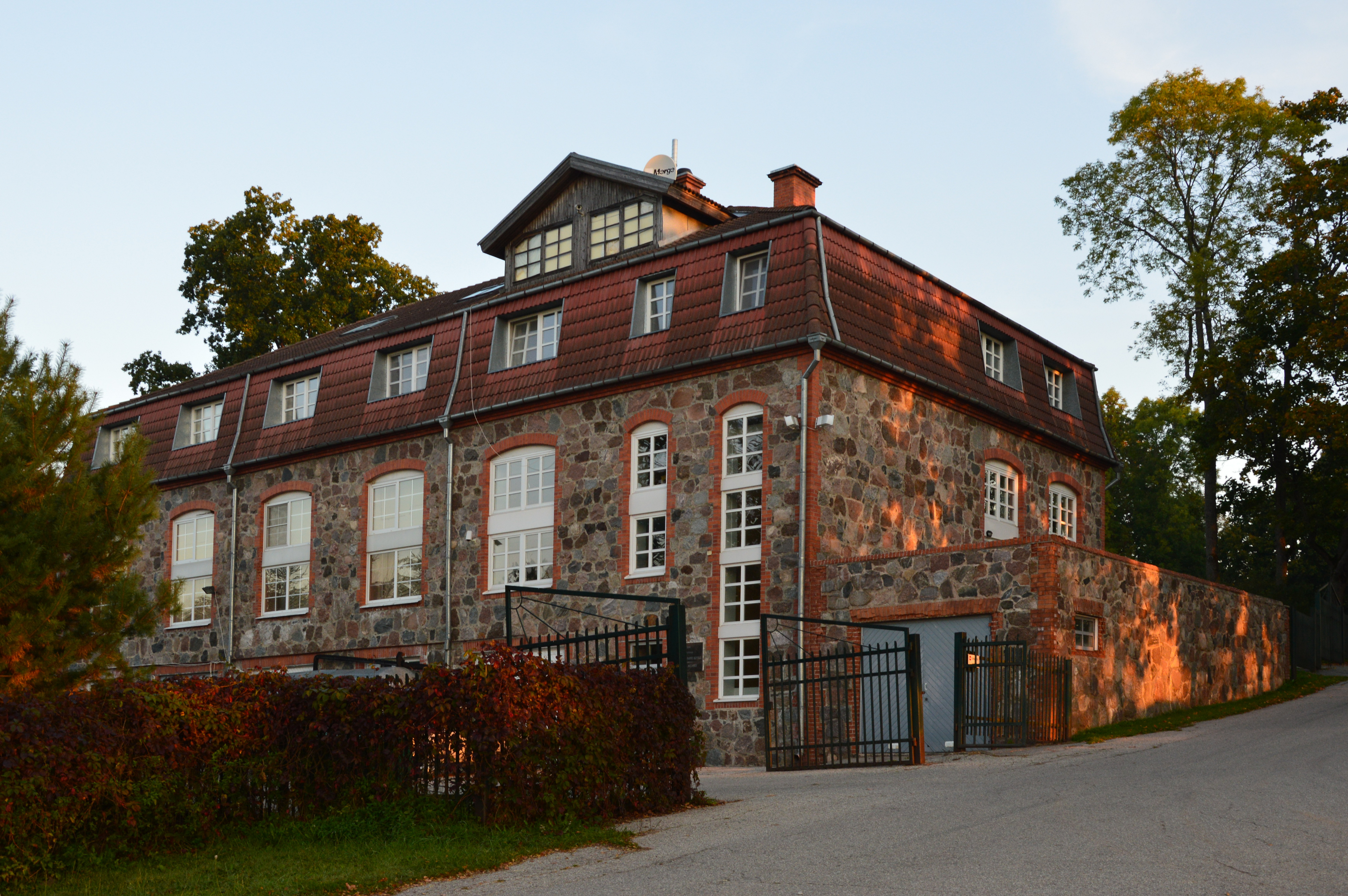
Melkfabriek
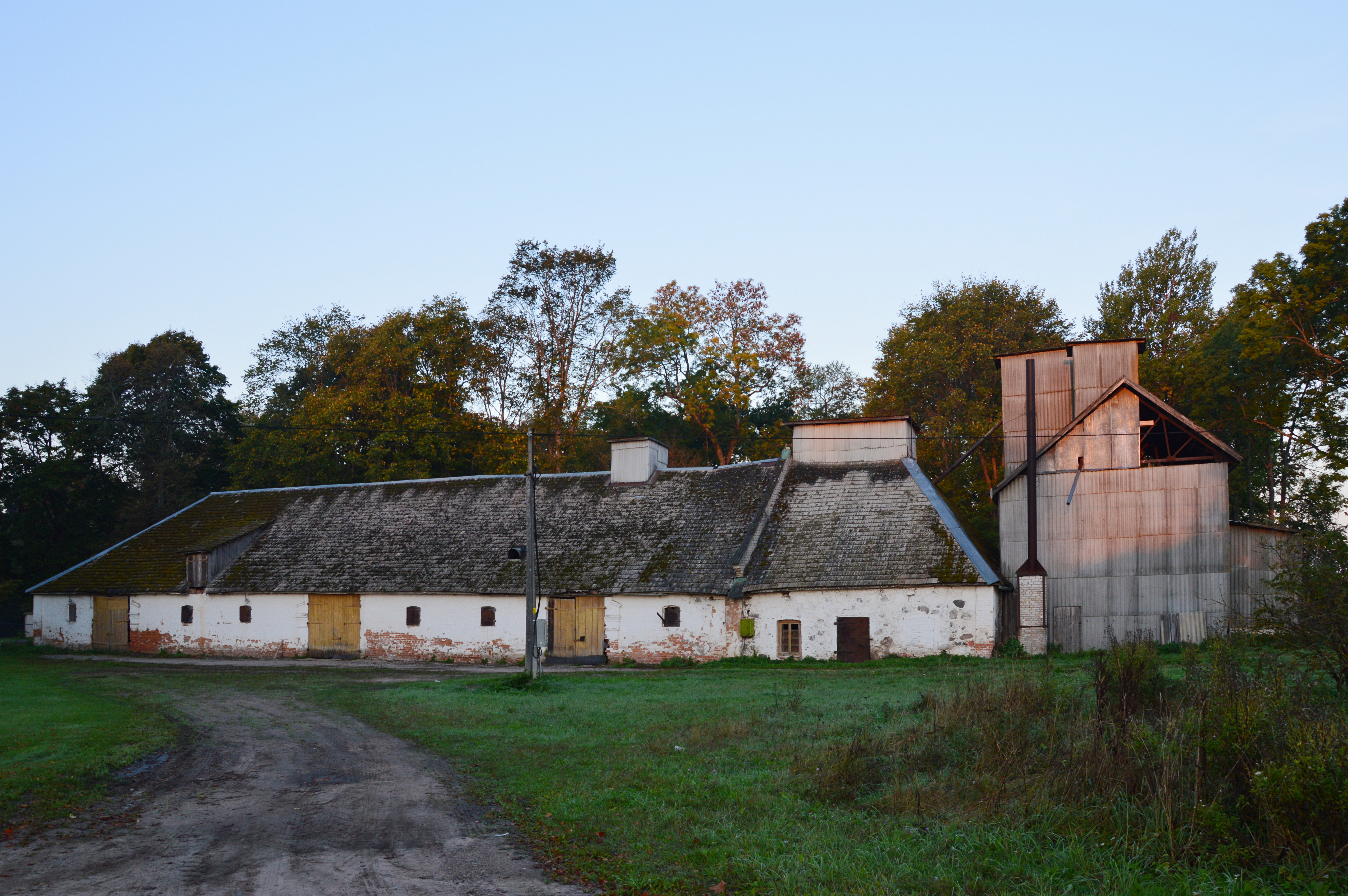
Het huis van de opzichter op het voormalige landgoed van Kavastu
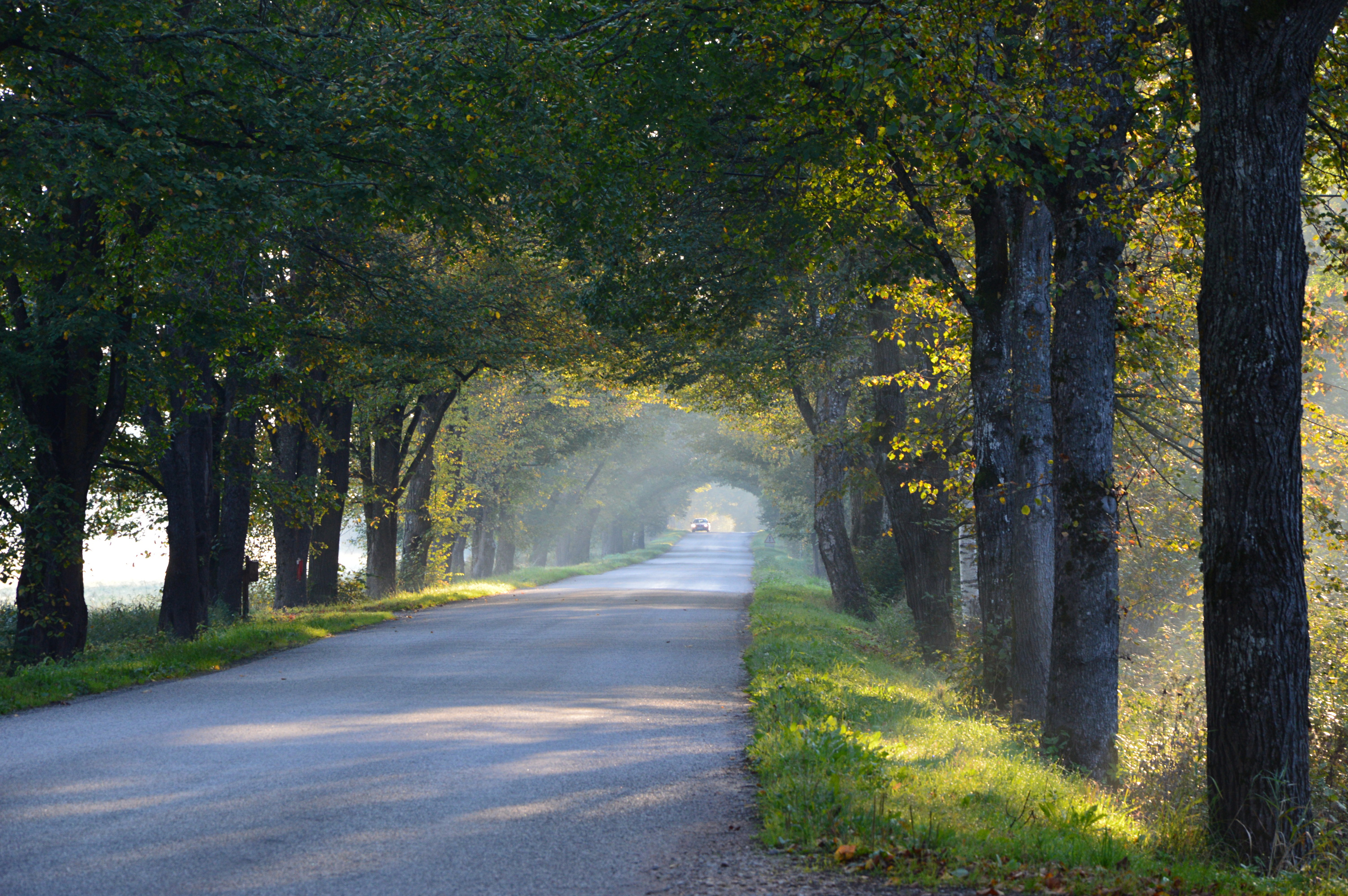
Laan in Kavastu